# Enfermedad de Mondor
La enfermedad de Mondor es una problema de salud poco común y benigno, caracterizado por tromboflebitis de las venas superficiales de la mama y de la pared anterior del tórax.  A veces ocurre en el brazo o el pene. En la axila, esta afección se conoce como Síndrome de la membrana axilar.

## Historia
Lleva el nombre de Henri Mondor (1885-1962), un cirujano de París, que describió por primera vez la enfermedad en 1939.

## Etiología
A menudo no se identifica una causa específica, pero cuando se encuentra incluye traumatismo, cirugía o inflamación previas, así como una infección. Las venas más afectadas son la vena torácica lateral, la toracoepigástrica y la epigástrica superior. Se han descrito casos ocasionales de cáncer de mama asociado.

## Cuadro clínico
Los pacientes con esta enfermedad suelen estar asintomáticos o tienen un inicio brusco de dolor superficial, con posible hinchazón y enrojecimiento de un área limitada de la pared anterior del tórax o la mama. Suele presentarse como un cordón enrojecido y adherido a la piel en un costado del tórax o de una mama, que desciende superficialmente por la pared del abdomen.

## Diagnóstico
El diagnóstico de la esta enfermedad es básicamente clínico, mediante la anamnesis y la exploración física. Pero ante la posibilidad de que la masa sea de otro origen, es frecuente que se realice una mamografía y/o una ecografía Doppler.

## Pronóstico
La enfermedad de Mondor es autolimitada y generalmente benigna. Cuando la tromboflebitis afecta a las venas principales, puede progresar hacia el sistema venoso profundo y provocar una embolia pulmonar.

## Diagnóstico diferencial
El Síndrome de Mondor es una entidad diferente y de mal pronóstico, pero se puede confundir por su denominación parecida con la "Enfermedad de Mondor". El "Síndrome de Mondor" es una complicación del aborto séptico, debida a infección por Clostridium perfringens.

## Tratamiento
El manejo es con compresas tibias y analgésicos, más comúnmente AINE como el ibuprofeno, a veces se añade un antibiótico o un antifúngico.